# Frayssinet
Frayssinet je francouzská obec, která se nachází v departementu Lot, v regionu Okcitánie.

## Poloha
Obec má rozlohu 16,83 km2. Nejvyšší bod je položen 413 m n. m. a nejnižší bod 221 m n. m. Počet obyvatel byl v roce 2009 301.